# Jairo Henríquez
Jairo Mauricio Henríquez Ferrufino (San Salvador, 31 de agosto de 1993) es un futbolista salvadoreño. Juega como interior derecho en el Club Deportivo Águila de la  Primera división de El Salvador

## Trayectoria
Ingresó a la Fundación Educando a un Salvadoreño (FESA) en el año 2005, y formó parte del equipo Turín FESA. En agosto de 2013 pasó a formar parte de las filiales de Linces de Tlaxcala de México, en el que logró el torneo Apertura de la Liga Premier de Ascenso de México. Como el Jugador pertenece al Grupo Pachuca, se quedó en Tlaxcala, pero con otro equipo distinto a Linces.

### Selección nacional de El Salvador
Henríquez participó con la selección sub-20 de El Salvador en el Campeonato Sub-20 de la Concacaf de 2013, en el que el equipo centroamericano logró por primera vez la clasificación para copa mundial que se celebró en Turquía. Anotó cuatro goles en los juegos de clasificación y del campeonato, en el que también fue incluido en el equipo estelar de dicho evento.

## Clubes
Actualizado al último partido jugado el 11 de mayo de 2025.
| Linces de Tlaxcala · México                     | 3.ª                 | 2013-14             | 21  | 2  | - | - | - | - | 21  | 2  |
| Linces de Tlaxcala · México                     | Total               | Total               | 21  | 2  | 0 | 0 | 0 | 0 | 21  | 2  |
| Tlaxcala Fútbol Club · México                   | 3.ª                 | 2014                | 11  | 1  | - | - | - | - | 11  | 1  |
| Tlaxcala Fútbol Club · México                   | Total               | Total               | 11  | 1  | 0 | 0 | 0 | 0 | 11  | 1  |
| Club Deportivo FAS · El Salvador                | 1.ª                 | 2015                | 19  | 0  | - | - | - | - | 19  | 0  |
| Club Deportivo FAS · El Salvador                | 1.ª                 | 2015-16             | 16  | 0  | - | - | - | - | 16  | 0  |
| Club Deportivo FAS · El Salvador                | 1.ª                 | 2016-17             | 31  | 2  | - | - | - | - | 31  | 2  |
| Club Deportivo FAS · El Salvador                | 1.ª                 | 2017                | 18  | 0  | - | - | - | - | 18  | 0  |
| Club Deportivo FAS · El Salvador                | Total               | Total               | 84  | 2  | 0 | 0 | 0 | 0 | 84  | 2  |
| Club Deportivo Municipal Limeño · El Salvador   | 1.ª                 | 2018                | 21  | 0  | - | - | - | - | 21  | 0  |
| Club Deportivo Municipal Limeño · El Salvador   | Total               | Total               | 21  | 0  | 0 | 0 | 0 | 0 | 21  | 0  |
| Santa Tecla Fútbol Club · El Salvador           | 1.ª                 | 2018-19             | 45  | 1  | - | - | 2 | 0 | 47  | 1  |
| Santa Tecla Fútbol Club · El Salvador           | Total               | Total               | 45  | 1  | 0 | 0 | 2 | 0 | 47  | 1  |
| Asociación Deportiva Chalatenango · El Salvador | 1.ª                 | 2019-20             | 27  | 4  | - | - | - | - | 27  | 4  |
| Asociación Deportiva Chalatenango · El Salvador | 1.ª                 | 2020-21             | 29  | 3  | - | - | - | - | 29  | 3  |
| Asociación Deportiva Chalatenango · El Salvador | Total               | Total               | 56  | 7  | 0 | 0 | 0 | 0 | 56  | 7  |
| Club Deportivo Águila · El Salvador             | 1.ª                 | 2021-22             | 31  | 3  | - | - | - | - | 31  | 3  |
| Club Deportivo Águila · El Salvador             | Total               | Total               | 31  | 3  | 0 | 0 | 0 | 0 | 31  | 3  |
| Colorado Springs Switchbacks Estados Unidos     | 2.ª                 | 2022                | 15  | 4  | - | - | - | - | 15  | 4  |
| Colorado Springs Switchbacks Estados Unidos     | 2.ª                 | 2023                | 23  | 6  | 1 | 0 | - | - | 24  | 6  |
| Colorado Springs Switchbacks Estados Unidos     | 2.ª                 | 2024                | 27  | 4  | 1 | 0 | - | - | 28  | 4  |
| Colorado Springs Switchbacks Estados Unidos     | Total               | Total               | 65  | 14 | 2 | 0 | 0 | 0 | 67  | 14 |
| Club Deportivo Águila · El Salvador             | 1.ª                 | 2025                | 20  | 5  | - | - | - | - | 20  | 5  |
| Club Deportivo Águila · El Salvador             | 1.ª                 | 2025-26             |     |    |   |   |   |   |     |    |
| Club Deportivo Águila · El Salvador             | Total               | Total               | 20  | 5  | 0 | 0 | 0 | 0 | 20  | 5  |
| Total en su carrera                             | Total en su carrera | Total en su carrera | 354 | 35 | 2 | 0 | 2 | 0 | 358 | 35 |
| (2) No incluye goles en partidos amistosos.     |                     |                     |     |    |   |   |   |   |     |    |

Segunda División de El Salvador
| Club                   | País        | Año         | Partidos | Goles |
| ---------------------- | ----------- | ----------- | -------- | ----- |
| Turín FESA Fútbol Club | El Salvador | 2005 - 2013 | 82       | 21    |
| Total:                 | Total:      | Total:      | 82       | 21    |

### Selección nacional
| Selección                                    | Año                 | Partidos | Goles |
| -------------------------------------------- | ------------------- | -------- | ----- |
| El Salvador Sub-20                           |                     |          |       |
| 2012                                         | 2                   | 2        |       |
| 2013                                         | 12                  | 2        |       |
| El Salvador Sub-21                           |                     |          |       |
| 2014                                         | 3                   | 0        |       |
| Total en su carrera                          | Total en su carrera | 17       | 4     |
| El Salvador                                  |                     |          |       |
| 2015                                         | 1                   | 0        |       |
| 2016                                         | 0                   | 0        |       |
| 2017                                         | 0                   | 0        |       |
| 2018                                         | 0                   | 0        |       |
| 2019                                         | 0                   | 0        |       |
| 2020                                         | 0                   | 0        |       |
| 2021                                         | 22                  | 3        |       |
| 2022                                         | 12                  | 1        |       |
| 2023                                         | 7                   | 0        |       |
| 2024                                         | 9                   | 1        |       |
| Total en su carrera                          | Total en su carrera | 51       | 5     |
| Estadísticas hasta el 14 de octubre de 2024. |                     |          |       |

### Participaciones en Copas del Mundo
| Mundial                               | Sede    | Resultado    |
| ------------------------------------- | ------- | ------------ |
| Copa Mundial de Fútbol Sub-20 de 2013 | Turquía | Primera fase |

## Palmarés

### Campeonatos nacionales
| Título               | Club                    | País        | Año  |
| -------------------- | ----------------------- | ----------- | ---- |
| Torneo Apertura      | Linces de Tlaxcala      | México      | 2013 |
| Torneo Apertura 2018 | Santa Tecla Fútbol Club | El Salvador | 2018 |